# 1670
1670. је била проста година.

## Догађаји

### Јун
- 1. јун — Чарлс II и Луј XIV су потписали тајни споразум, по ком би Енглеска помогла Француској у њеном рату против Низоземске републике у замену за француску помоћ у приближавању Енглеске Католичкој цркви.

## Смрти

### Август
- 15. новембар — Јан Амос Коменски, чешки филозоф и теолог